# Frederick Seitz
Frederick Seitz (San Francisco, 4 luglio 1911 – New York, 2 marzo 2008) è stato un fisico statunitense.
È stato uno dei pionieri della fisica dello stato solido. Dopo il suo ritiro dall'attività accademica, è diventato uno degli scienziati di punta nella negazione dell'origine antropica del riscaldamento globale.

## Biografia
Dopo gli studi scolastici a San Francisco, Seitz si è iscritto nel 1929 all'Università di Stanford, dove ha conseguito il bachelor nel 1932. Successivamente ha proseguito gli studi all'Università di Princeton, dove ha conseguito il Ph.D nel 1934. Dal 1935 al 1937 Seitz ha lavorato all'Università di Rochester, dal 1937 al 1939 nei laboratori di ricerca della General Electric, dal 1939 al 1942 all'Università della Pennsylvania e dal 1942 al 1949 all'Università Carnegie Mellon. Durante la seconda guerra mondiale è stato consulente di metallurgia per il Frankford Arsenal e per il Metallurgical Laboratory dell'Università di Chicago e membro civile del National Defence Research Committee. Finita la guerra, è tornato a lavorare all'Università Carnegie Mellon, continuando contemporaneamente a collaborare con altri progetti governativi. Nel biennio 1946-1947 ha ricoperto l'incarico di direttore di un progetto di ricerca sull'energia atomica del Oak Ridge National Laboratory. Nel 1949, in seguito a disaccordi con il rettore della sua università, ha accettato l'incarico di professore di fisica all'Università dell'Illinois - Urbana-Champaign, dove nel 1957 è stato nominato direttore del Dipartimento di fisica. Nel 1962 Seitz è stato nominato presidente dell'Accademia nazionale delle scienze, incarico che ha ricoperto fino al 1969. Nel 1964 Seitz è stato nominato vice presidente dell'Università dell'Illinois. Nel 1968 Seitz è diventato presidente dell'Università Rockefeller, incarico che ha ricoperto per dieci anni, istituendo nell'università nuovi programmi di ricerca in biologia molecolare, biologia cellulare e neuroscienze. Nel 1979 si è ritirato dall'attività universitaria ed è stato nominato presidente emerito dell'Università Rockefeller. Dopo il ritiro dall'attività universitaria, ha continuato a lavorare come consulente per compagnie private, organizzazioni governative e società scientifiche. È morto a 96 anni. Era sposato con Elizabeth Marshall, da cui ha avuto un figlio. Seitz ha scritto, come autore o coautore, una dozzina di libri e numerosi articoli.

## Posizioni
Poco dopo il suo il ritiro dall'università, Seitz ha cominciato a lavorare consulente di un'importante società di tabacco, la R.J. Reynolds Tobacco Company ed è stato accusato da alcuni di avere aiutato l'industria del tabacco a generare incertezza sull'impatto del fumo sulla salute umana. Nel 1984 ha fondato con alcuni colleghi l'Istituto George C. Marshall per sostenere l'Iniziativa di Difesa Strategica promossa dal presidente Ronald Reagan. Negli anni novanta l'istituto da lui fondato si è trasformato in un centro studi conservatore con l'obiettivo di promuovere lo scetticismo su varie questioni riguardanti le scienze ambientali, come il buco dell'ozono e il riscaldamento globale. In un articolo del 1994 intitolato Global warming and ozone hole controversies: A challenge to scientific judgment, Seitz ha contestato il ruolo dei clorofluorocarburi come causa del buco nell'ozono, mentre in diversi articoli (il più recente dei quali redatto insieme all'astrofisico Robert Jastrow e pubblicato nel 2001) ha contestato il ruolo dei gas serra di origine umana come causa del riscaldamento globale, sostenendo che quest'ultimo è di origine naturale. Insieme al biochimico Arthur Robinson, Seitz ha promosso alla fine degli anni novanta la cosiddetta petizione Oregon contro il protocollo di Kyoto. La petizione è stata pubblicata in un formato molto simile agli articoli pubblicati dall'Accademia nazionale delle scienze degli USA, cosa che ha portato il consiglio direttivo dell'Accademia a prendere pubblicamente le distanze dalla petizione, precisando che essa non esprime le posizioni degli esperti dell'Accademia stessa. Gli storici della scienza Naomi Oreskes ed Erik Conway nel libro Mercanti di dubbi hanno individuato in Frederick Seitz e nei suoi colleghi Fred Singer e William Nierenberg i principali scienziati che hanno seminato dubbi nel pubblico riguardo al consenso scientifico su diversi temi fra cui i danni del fumo e le cause del riscaldamento globale.

## Libri pubblicati
- Frederick Seitz, A matrix-algebraic development of the crystallographic groups, Princeton University, 1934
- Frederick Seitz, The modern theory of solids, McGraw-Hill, 1940
- Frederick Seitz, The physics of metals, McGraw-Hill, 1943
- Robert Jastrow, William Aaron Nierenberg, Frederick Seitz, Global warming: what does the science tell us?, George C. Marshall Institute, 1990
- Robert Jastrow, William Aaron Nierenberg, Frederick Seitz, Scientific perspectives on the greenhouse problem, Marshall Press, 1990
- Frederick Seitz, Francis Wheeler Loomis: August 4, 1889 – February 9, 1976, National Academy Press, 1991
- Frederick Seitz, On the Frontier, My Life in Science, American Institute of Physics, 1994
- Nikolaus Riehl and Frederick Seitz, Stalin's Captive: Nikolaus Riehl and the Soviet Race for the Bomb, American Chemical Society and the Chemical Heritage Foundations, 1996
- Frederick Seitz and Norman G. Einspruch, Electronic genie: the tangled history of silicon, University of Illinois Press, 1998.
- Frederick Seitz, The science matrix: the journey, travails, triumphs, Springer, 1998.
- Frederick Seitz, The cosmic inventor Reginald Aubrey Fessenden (1866–1932), American Philosophical Society, 1999
- Henry Ehrenreich, Frederick Seitz, David Turnbull, Frans Spaepen, Solid state physics, Academic Press, 2006
- Frederick Seitz, A selection of highlights from the history of the National Academy of Sciences, 1863–2005, University Press of America, 2007